# Nothoprocta cinerascens
Nothoprocta cinerascens е вид птица от семейство Тинамуви (Tinamidae).

## Разпространение
Видът е разпространен в Аржентина, Боливия и Парагвай.